# ها جونغ-وو
ها جونغ-وو هو ممثل ومخرج كوري جنوبي ولد في 11 مارس 1978.

## فيلموغرافيا

### مسلسلات تلفزيونية
| عام       | العنوان الانجليزي    | العنوان الكوري | الدور        | الشبكة   | ملاحظة                |
| --------- | -------------------- | -------------- | ------------ | -------- | --------------------- |
| 2002      | Honest Living        | 똑바로 살아라  | ها جونغ وو   | إس بي إس |                       |
| 2003-2004 | Age of Warriors      | 무인시대       | لي جي جوانج  | كي بي اس |                       |
| 2005      | Lovers in Prague     | 프라하의 연인  | اهن دونج نام | إس بي إس |                       |
| 2007      | H.I.T                | 히트           | كيم جاي يون  | إم بي سي |                       |
| 2016      | Entourage            | 안투라지       | نفسه         | تي في إن | دور الكاميو, الحلقة.1 |
| 2022      | The Accidental Narco | 수리남         | كانغ إن غو   | نتفليكس  | [ 4 ] [ 5 ]           |

## روابط خارجية
- ها جونغ-وو على موقع IMDb (الإنجليزية)
- ها جونغ-وو على موقع ألو سيني (الفرنسية)
- ها جونغ-وو على موقع أول موفي (الإنجليزية)
- ها جونغ-وو على موقع قاعدة بيانات الأفلام السويدية (السويدية)
- ها جونغ-وو على موقع قاعدة بيانات الفيلم (الإنجليزية)
- ها جونغ-وو على موقع ليتربوكسد (الإنجليزية)
- ها جونغ-وو على موقع كينوبويسك (الروسية)